# Kumleskär
Kumleskär är ett hyresrättsområde i Västra Frölunda som ägs av Göteborgs kommunala bostadsbolag Bostads AB Poseidon. Området ligger i västra Tynnered och omges av villa- och radhusområden. Kumleskär byggdes 1993-94 och är därmed relativt nybyggt jämfört med omkringliggande områden. Orienteringen är i sju gårdar med tre bostadshuskroppar och en garagelänga per gård.